# 1. FC Normannia Gmünd

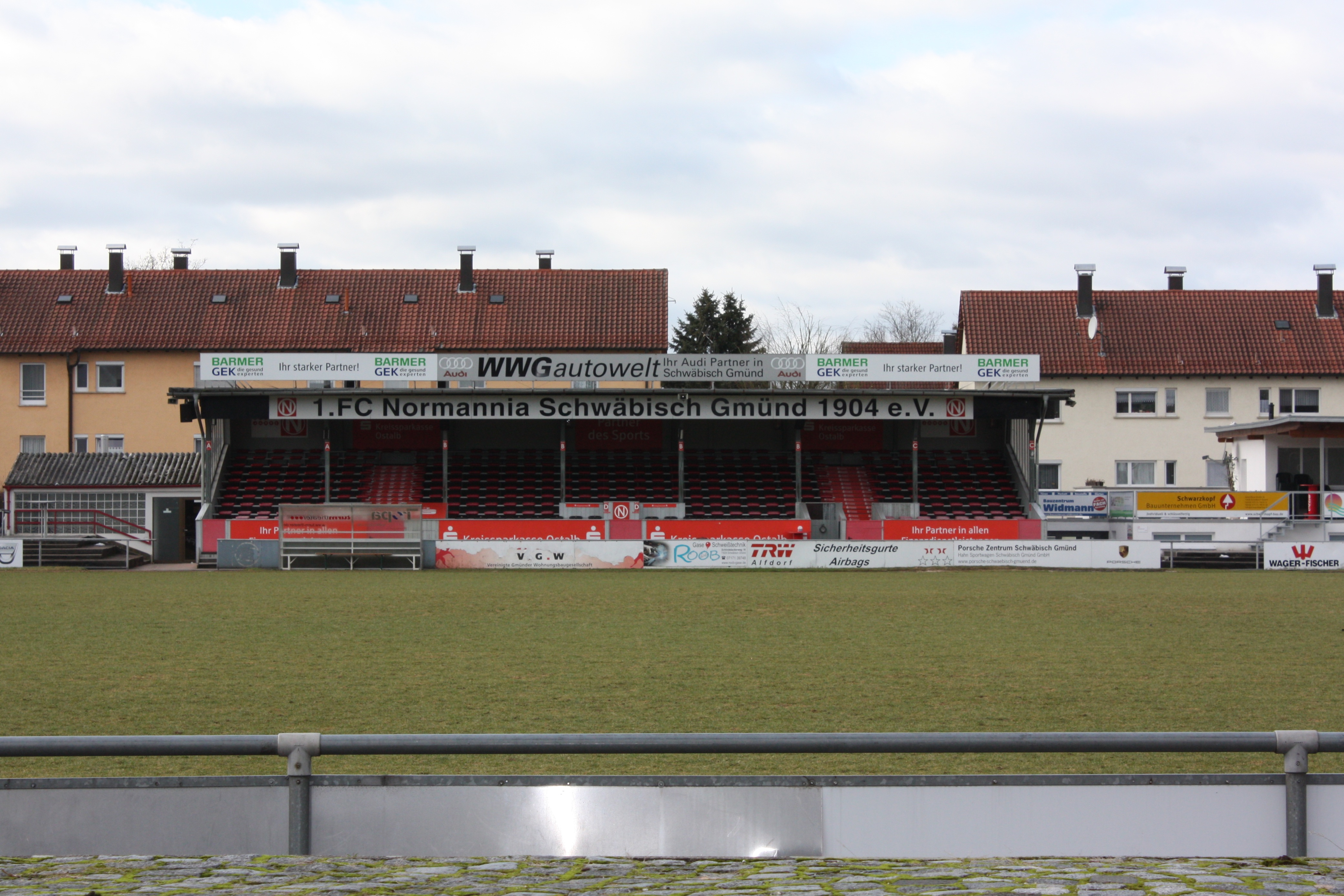
Het Jahnstadion

1. FC Normannia Gmünd is een Duitse voetbalclub uit Schwäbisch Gmünd, Baden-Württemberg.

## Geschiedenis
De club werd in juli 1904 opgericht na een fusie tussen Alemannia en Fortuna. Op 24 september 1904 ontving de club de eerste gast in de stad, Stuttgarter Kickers, dat met 0:13 won. De club sloot zich aan bij de Zuid-Duitse voetbalbond en promoveerde in 1909 naar de B-Klasse, waar ze tot 1914 speelden. Tijdens de Eerste Wereldoorlog sneuvelden 26 leden. 
In 2004 promoveerde de club naar de Oberliga Baden-Württemberg. Na een vijfde plaats in 2011 degradeerde de club in 2012. In 2018 promoveerde de club weer maar moest na één seizoen al weer een stapje terug doen.